# Ujun
Ujun (arab. عيون) – wieś w Syrii, w muhafazie As-Suwajda. W 2004 roku liczyła 534 mieszkańców.